# Christof Rekers
Christof Rekers (* 25. August 1967 in Spelle-Venhaus) ist ein ehemaliger deutscher Fußballtorwart, der in der Geschäftsleitung des Familienunternehmens Rekers Betonwerk tätig ist. Er verbrachte seine gesamte Profikarriere beim VfL Osnabrück.

## Fußballkarriere
Christof Rekers startete seine Fußballkarriere beim SC Spelle-Venhaus, bis er im Jahr 1984 ablösefrei zum VfL Osnabrück wechselte. Dort bestritt er 23 Spiele in der 2. Fußball-Bundesliga und wurde 1988 zu einem U21-Nationalmannschaftsspiel gegen die Schweiz eingesetzt.

## Nach dem Karriereende
Nach seinem Karriereende stieg Christof Rekers in das Familienunternehmen Rekers Betonwerk ein. Das Unternehmen feierte im Jahr 2019 sein 100-jähriges Bestehen.